# کای‌اواس
کای‌اواس (به انگلیسی: KaiOS) سیستم عاملی است که توسط KaiOS Technologies واقع در ایالات متحده برای تلفن همراه‌های ساده توسعه‌یافته است.این گوشی‌های ساده اگرچه بسیار ساده و ارزان هستند، ولی دارای قابلیت‌هایی چون اینترنت نسل چهارم همراه، دوربین عکاسی، رادیو و ضبط صدا هستند.
این پلتفرم بر مبنای پروژهٔ فایرفاکس او‌اس توسعه‌یافته است. کای‌او‌اس برخلاف اندروید، نیازمند سخت‌افزاری قوی نیست و با حداقل ۲۵۶ مگابایت حافظه تصادفی(RAM) می‌تواند کار کند.
رابط کاربری آن به‌طور ویژه برای دستگاه‌ها بدون صفحه‌نمایش لمسی بهینه شده است.
ویژگی‌های مهم این سیستم عامل پشتیبانی از ارتباطات میدان‌نزدیک(NFC)، نسل چهارم شبکه تلفن همراه، وای فای و سامانه موقعیت‌یاب جهانی است؛ می‌تواند برنامه‌های کاربردی مبتنی بر HTML5 را اجرا کند؛ همین‌طور عمر باتری طولانی‌تری را برای دستگاه‌های غیرلمسی به ارمغان می‌آورد.
این سیستم عامل در گوشی‌هایی چون نوکیا ۸۱۱۰ به‌کار رفته‌است.
سیستم عامل KaiOS به لطف همکاری با کمپانی‌های بزرگی مثل گوگل، فیسبوک و کوالکام و البته به‌خاطر عرضه در آفریقا توانست سال ۲۰۱۸ را با رشد بزرگی سپری کند.
آخرین گزارش‌ها نشان می‌دهند که تاکنون بیش از ۱۰۰ میلیون تلفن‌همراه کای‌او‌اس به فروش رفته که با این حساب، سومین سیستم عامل محبوب گوشی‌ها به‌شمار می‌رود.